# Priroda i društvo (album)
Priroda i društvo treći je studijski album hrvatskog skladatelja, tekstopisca i glazbenika Dina Dvornika, koji izlazi 26. veljače 1993. g.
Objavljuje ga diskografska kuća Croatia Records, sadrži jedanaest skladbi, a njihov producent je Dragan Lukić Luky.
Kao gosti na albumu sudjeluju Davor Gobac, Josipa Lisac, Zlatan Stipišić Gibonni, Alka Vuica i drugi. Album donosi nekoliko uspješnica, "Imam rep", "Junak plaže", "Rušila sam mostove od sna" i "Gibajmo se". 
Dino se na ovome albumu prvi puta bavi ozbiljnijim životnim temama u skladbama "Split Junkie, "Extasy", "Ying & Yang" i "The Return of a Man With a Rubber Brain". Zvukom se priklonio tada modernijem tehno stilu i radi toga izgubio jedan dio svojih obožavatelja, a i privatni problemi ga jedno vrijeme odvajaju sa scene.
Dino Dvornik snimio je videospot za skladbu "Gibajmo se".
Dino Dvornik 1994. za skladbu "Rušila sam mostove od sna" bio je nominiran za prestižnu hrvatsku diskografsku nagradu, Porin, u kategoriji najbolja vokalna suradnja.

## Popis pjesama
1. "Za ljubav" - 4:54
  - Dino Dvornik – Dragan Lukić Luky – Dino Dvornik
2. "Netko kao ja" - 5:00
  - Dino Dvornik – Zlatan Stipišić Gibonni – Dino Dvornik
3. "Jebač" - 5:52
  - Dino Dvornik – Dino Dvornik – Dino Dvornik
4. "Junak plaže" - 4:42 
  - Dino Dvornik – Zlatan Stipišić Gibonni – Dino Dvornik
5. "Imam rep" - 5:14 
  - Dino Dvornik – Zlatan Stipišić Gibonni – Dino Dvornik
6. "Rušila sam mostove od sna (feat. Josipa Lisac)" - 5:40 
  - Dino Dvornik – Zlatan Stipišić Gibonni/Alka Vuica – Dino Dvornik
7. "Extasy" - 5:20
  - Dino Dvornik – Dino Dvornik – Dino Dvornik
8. "Split junkie" - 5:17
  - Dino Dvornik – Dino Dvornik – Dino Dvornik
9. "Ying & Yang (feat. Davor Gobac)" - 4:34
  - Dino Dvornik – Davor Gobac – Dino Dvornik
10. "Gibajmo se" - 4:29 
  - Davor Gobac/Davor Slamnig – Davor Gobac/Davor Slamnig/Zlatan Stipišić Gibonni – Dino Dvornik
11. "The Return Of The Man With A Rubber Brain" - 6:02 
  - Dino Dvornik – Davor Gobac – Dino Dvornik

## Izvođači i produkcija
- Producent - Dragan Lukić Luky
- Izvršni producent - Dino Dvornik
- Ton majstor - Vatroslav Mlinar
- Kompozitor - Dino Dvornik
- Tekstovi - Dino Dvornik, Gibonni, Alka Vuica, Davor Gobac, Luky
- Snimljeno u studiju - Studio Lisinski, Zagreb / Studio Nostradamus, Zagreb / Studio Vilović, Split
- Stylist, make up, hair - Frizerski salon "Mladen" (Brico), Split / "Beauty by Kovač", Zagreb
- Fotografija - Stephan Lupino
- Dizajn - Dino Dvornik, Danijela Dvornik

## Vanjske poveznice
- discogs.com - Dino Dvornik - Priroda i društvo